# Carbäk
Die Carbäk ist ein kleiner Fluss bei Rostock in Mecklenburg-Vorpommern.
Sie entspringt östlich von Steinfeld und fließt von dort in westlicher Richtung nach Bentwisch. Nach der Unterquerung der A 19 mündet die Carbäk im Stadtgebiet von Rostock in die Unterwarnow. Ihr letzter Teil wird auch als Wieddingstrang bezeichnet.
Die Carbäk ist Namensgeberin des Amtes Carbäk.
Ein Teil des Flusses im östlichen Stadtgebiet von Rostock, der in den 1960er Jahren begradigt worden war, wurde Anfang der 2000er Jahre renaturiert. Dabei wurde die Eindeichung zurückgebaut und die Verrohrung am Riekdahler Weg ersetzt.